# Metro Express de Mauricio
El Metro Express es una línea de tren ligero que presta servicio en Mauricio.

## Historia
Mauricio no contaba con un sistema ferroviario tras el cierre de los ferrocarriles gubernamentales en la década de 1960.
Debido al aumento de la congestión de las carreteras, durante muchos años se habían propuesto planes para un sistema de tren ligero. El 31 de julio de 2017 en Ebene, el gobierno mauriciano firmó un contrato para la creación de uno.
El proyecto está dirigido por la empresa hindú, Larsen & Toubro, que ganó una licitación por ₨ 1.880 crore (18.8 mil millones), de los cuales ₨ 990 crore (9.9 mil millones) provienen de una subvención del Gobierno de la India.
La primera fase del proyecto fue inaugurada el 2 de octubre de 2019 por el Primer ministro, Pravind Jugnauth y su homólogo de la India, Narendra Modi.
El 17 de diciembre de 2019, Metro Express Ltd anunció que las operaciones comenzarán el 22 de diciembre de 2019 a las 11:00. Durante los primeros quince días, los pasajeros viajaron sin costo, con un boleto gratuito válido en una dirección determinada y por un período de tiempo determinado. La promoción inaugural finalizó el 10 de enero de 2020.

## Construcción
La fase 1 une Port Louis y Rose Hill. La misma estaba prevista para completarse en septiembre de 2019, pero el servicio regular de ingresos no comenzó hasta el 10 de enero de 2020. Por otro lado, la fase 2 extenderá la línea desde Rose Hill hasta Curepipe en septiembre de 2021.
Durante la construcción en Rose Hill se encontraron algunas vías de ferrocarril antiguas, las cuales son exhibidas en el Museo del Ferrocarril.

## Tarifas
En enero de 2020, un solo adulto debía abonar ₨ 30 o ₨ 30 si el viaje se extiende entre Coromandel y Barkly. Los niños menores de 3 años y las personas mayores elegibles y las personas discapacitadas tienen derecho a tarifas gratuitas.